# Baccalauréat international
Pour un article plus général, voir Baccalauréat (scolaire).
Ne doit pas être confondu avec Option internationale du baccalauréat.

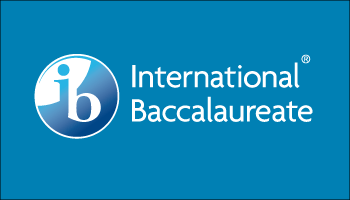
logo du baccalauréat international/ International Baccalaureate (IB)

Le baccalauréat international (anglais : International Baccalaureate IB) est le nom communément donné au programme du diplôme de l’Organisation du baccalauréat international.
C’est un diplôme de fin d'enseignement secondaire reconnu dans plusieurs pays qui permet l’accès à l’université. Il est proposé dans des écoles à vocation internationale pour des élèves de 16 à 19 ans. Son programme s’étend sur quatre ans et est proposé en trois langues de scolarisation : l'anglais, l'espagnol et le français. Suivant la région du monde où les études ont été effectuées, les examens finaux se déroulent traditionnellement en mai ou en novembre. Ces deux sessions annuelles peuvent également servir de session de rattrapage.

## Historique
Le programme du diplôme a été créé en 1968 par l'École internationale de Genève avec pour objectifs de faciliter la mobilité géographique et culturelle des étudiants et de promouvoir la compréhension internationale. Le programme du premier cycle secondaire existe depuis 1994, il a été créé à l’initiative de l'Association des écoles internationales, pour encourager la sensibilisation internationale en mettant l'accent sur les compétences, les attitudes, les connaissances et la compréhension nécessaires pour participer à la société mondiale. Le programme primaire est proposé depuis 1997, il a été développé durant dix ans avec pour objectif de produire un programme international commun qui développe un esprit international chez les enfants. Le certificat à orientation professionnelle (COPIB) est la dernière création dans le monde du IB.
Les quatre programmes forment une suite cohérente en mettant l'accent sur le développement intellectuel, personnel, affectif et social de chaque étudiant. Ils traversent tous les domaines de la connaissance, comprenant les grandes traditions de l'apprentissage des langues, des sciences humaines, des sciences, des mathématiques et des arts.

## Définition de l'éducation internationale
Le baccalauréat international définit le terme « éducation internationale » selon les critères suivants :
- Former des citoyens du monde en matière de culture, de langue et d'apprentissage à la vie ensemble.
- Construire et renforcer le sentiment d'identité culturelle et la sensibilisation des élèves.
- Reconnaître et développer des valeurs humaines universelles.
- Stimuler la curiosité et l'enquête en vue de favoriser un esprit de découverte et de plaisir d'apprendre.
- Doter les élèves des compétences nécessaires pour apprendre et acquérir des connaissances, individuellement ou en collaboration ; appliquer ces connaissances et compétences dans un large éventail de domaines.
- Offrir un contenu international tout en répondant aux besoins et aux intérêts locaux.
- Encourager la diversité et la flexibilité dans les méthodes d'enseignement.
- Fournir des formes appropriées d'évaluation et de benchmarking international.

## Les quatre programmes du Baccalauréat international
Les quatre programmes du IB sont accessibles par des élèves âgés de 3 à 19 ans, provenant d'un large éventail d'origines culturelles, ethniques et socio-économiques. Ces programmes sont enseignés dans près de 3 500 écoles dans 143 pays à travers le monde.
Le Programme primaire (PP) du IB vise les élèves âgés de 3 à 12 ans, il se concentre sur le développement global de l'enfant vu comme un enquêteur, à la fois dans la classe et dans le monde extérieur. Le Programme du premier cycle secondaire (PPCS) concerne les élèves âgés de 11 à 16 ans, il fournit un ensemble de défis intellectuels qui encouragent les élèves à questionner les liens entre les matières traditionnellement enseignées et le monde réel, à devenir des penseurs critiques et réflexifs. Le Programme du diplôme, pour les étudiants âgés de 16 à 19 ans, est un programme académique comprenant les examens finaux du baccalauréat. Le certificat à orientation professionnelle (COPIB), pour les jeunes de 16 à 19 ans, est nouveau ; il intègre les principes éducatifs du IB dans un programme conçu pour les étudiants qui souhaitent s'engager dans un apprentissage axé sur la carrière.
Les quatre programmes s'appuient sur des cultures éducatives d’origines diverses, ils accordent une importance particulière à l'acquisition et au développement du langage, ils encouragent la diversité des disciplines, ils se concentrent sur le développement des compétences d'apprentissage, ils combinent à des degrés divers l'étude de domaines spécifiques et les apports transdisciplinaires, ils offrent des possibilités de planification et de recherche individuelle et collaborative, finalement ils comportent une composante de service communautaire combinant action et réflexion.

## Les écoles
Un nombre important d'écoles offrent plus d'un programme du IB, assurant ainsi la cohérence de l'éducation de l'élève. Les écoles du IB, établissements autorisés par l'organisation, peuvent choisir d'offrir un ou plusieurs programmes du IB, ainsi que des programmes locaux ou nationaux. Ces écoles sont internationales, publiques et privées. Elles varient en taille jusqu’à plus d'un millier d'élèves.

## Les langues d’enseignement
Le programme primaire peut être enseigné dans n'importe quelle langue, l'OBI publie les documents pédagogiques de ce programme en anglais, français et espagnol.
Le programme de premier cycle secondaire peut être enseigné dans n'importe quelle langue. L'OBI publie les documents en anglais, français, espagnol et chinois. Si les écoles soumettent les travaux de leurs élèves au IB, ceux-ci doivent être rédigés dans l’une des quatre langues indiquées.
Le programme du diplôme peut être enseigné en anglais, français ou espagnol. L'OBI publie les documents de ce programme ainsi que les examens en anglais, français et espagnol. Les écoles doivent donc choisir au moins une de ces langues comme langue d'enseignement.

## Programme du diplôme du IB
Le programme académique du baccalauréat international (IB) est composé d’un tronc commun et de six matières que les élèves choisissent dans six groupes thématiques :
- Groupe 1 : langue C1 (niveau langue maternelle)
- Groupe 2 : deuxième langue
- Groupe 3 : individus et sociétés (humanités : histoire, économie, géographie, philosophie, etc.)
- Groupe 4 : sciences expérimentales (biologie, physique, chimie, systèmes de l'environnement, etc.)
- Groupe 5 : mathématiques
- Groupe 6 : arts (musique, cinéma, arts plastiques, etc.)

Le choix d'une matière dans le groupe 6 est optionnel et peut être remplacé par le choix d'une matière supplémentaire dans l'un des cinq premiers groupes.
Trois ou quatre des six matières doivent être étudiées au niveau avancé, appelé aussi niveau supérieur
 (240 heures de cours sur l’année) et trois au niveau moyen (150 heures). Suivant les écoles et les emplois du temps, les élèves peuvent choisir une septième matière.
Le tronc commun comporte trois parties :
- L'écriture d'un mémoire sur un sujet laissé au choix de l'élève
- Des cours de théorie de la connaissance, réflexion sur la connaissance et ses domaines, approche culturelle de la connaissance.
- Créativité, action, service : activités sportives, artistiques et sociales ou communautaires ; les élèves sont tenus d’y consacrer trois heures par semaine.

## Reconnaissance du IB dans les pays francophones
Les pays suivants reconnaissent le baccalauréat international pour l'accès à une éducation de niveau universitaire :
En Belgique, un arrêté ministériel du 25 octobre 1973 confirme la reconnaissance du IBI comme diplôme permettant l’accès au système universitaire.
Au Canada, il n’existe pas de reconnaissance fédérale du BI, mais il est reconnu par de nombreuses universités. La Société des écoles d'éducation internationale du Québec (SÉBIQ) offre le programme au Québec.
En France, les étudiants titulaires d'un diplôme du IB, quel que soit le pays dans lequel il a été préparé et obtenu, sont dispensés du baccalauréat français, selon les dispositions générales très souples d’un décret de 1985 ; de plus, les étudiants étrangers titulaires d'un IB préparé et obtenu à l'étranger ont accès aux universités françaises et ce - théoriquement - sans vérification de leur niveau linguistique (décret de 1981)
En Suisse, l’entrée à l’université est sujette à l’obtention de notes minimum (32 points sur un maximum de 45 au diplôme du baccalauréat international).